# Madonna con el niño y Santa Ana
Madonna con el niño y Santa Ana (Madonna de los palafreneros), es un cuadro de Caravaggio, hecho en 1605, por encargo del cardenal Scipione Borghese —a la sazón, sobrino del Papa Pablo V—. Se conserva en la Galería Borghese, de Roma, al igual que otros cuadros de Caravaggio como: Niño con un cesto de frutas, Baco joven, David con la cabeza de Goliat, San Jerónimo escribiendo y Juan Bautista en el desierto.

## Análisis
A pesar de no haber tenido mucho éxito, es una representación atípica de la Virgen. La alegoría es bastante simple para su tiempo. Junto a ella se encuentra una serpiente, emblema del mal y del pecado original. El niño está descalzo, se cree que es poco después de su circuncisión. Todo alrededor son sombras, pero varias figuras —como la de Santa Ana—, se erigen majestuosamente en la oscuridad.
Esta pintura es concebida como un homenaje a Ana, madre de la Virgen según el pensamiento católico, pero figura no auténtica, basada en los Evangelios apócrifos, según el pensamiento de tendencia protestante. Ésta la bendice con una mano, y su cuerpo en general es revelador. El niño Jesús se acerca ligeramente a la serpiente, y con su pie da fuerza al pie de la Virgen para aplastar la cabeza de la serpiente.
Sin embargo, y a pesar de la innegable calidad de la obra, la representación de las figuras divinas encarnadas en figuras terrenales (basta como ejemplo la desnudez del niño Jesús) causó una fuerte controversia en el seno del Vaticano. La pintura estuvo expuesta en la basílica de San Pedro durante un mes, y tras la polémica suscitada, el Papa Pablo V decidió regalársela a su sobrino el cardenal Scipione Borghese, más famoso por sus labores de mecenazgo que por su contribución a la Iglesia.
Es influenciada altamente por Madonna de Loreto, también de Caravaggio. Pero un mayor y más claro antecedente se encuentra en La Virgen, el Niño Jesús y santa Ana (1510), de Leonardo da Vinci.